# Landskabslov
En landskabslov er en nyere betegnelse for en lov, der gjaldt (eller gælder) for en provins (en landsdel eller et landskab), men ikke for hele staten eller riget. I mange europæiske stater blev der udgivet landskabslove i middelalderen. Nogle af disse love har været i kraft langt op i tiden. 

## Danske landskabslove
De danske landskabslove Skånske Lov, Sjællandske Lov og Jyske Lov blev nedskrevet i 1200-tallet. De afløstes af Danske Lov i 1683, samme år som svensk ret indførtes i de af Danmark 1658 afståede Skånelande. I Sønderjylland var dele af Jyske Lov dog i kraft helt op til år 1900, og den plattyske udgave gælder i princippet stadigvæk i Nord Tyskland.
Seneste forskning har vist, at Jyske Lov, som 1241 blev vedtaget af Valdemar Sejr og alle Kongeriget Danmarks daværende biskopper, oprindelig var gældende for hele Danmark, og derfor først blev en landskabslov, efter at den senere forkastedes på Sjælland og i Skånelandene.[kilde mangler]

## Svenske landskabslove
Landskabslove kendes også i Sverige, omfattende de middelalderlige svenske retsbøger og love, der kun var gældende inden for enkelte landskaber. De svenske landskabslove, der for flertallets vedkommende er noget yngre end de danske, stammende fra tiden før og efter år 1300, falder i 3 hovedgrupper: 
1. Vestgötaloven (i to redaktioner), Østgötaloven og den i brudstykke bevarede Smålandslov;
2. Guterloven;
3. Upplandsloven, Södermannaloven, Vestmannaloven, Dalaloven og Helsingeloven.

For Värmland og Nerike vides der at have eksisteret landskabslove, der siden er tabte

## Ålands landskabslove (Finland)
På de selvstyrende Ålandsøerne udgives der stadig nye landskabslove (svensk: landskapslagar). 
For at en landskabslov kan træde i kraft, skal tre betingelser være opfyldt:
- Loven skal være vedtaget af Ålands lagting.
- Finlands præsident må ikke have nedlagt veto.
- Ålands landskabsregering skal have offentliggjort loven.